# Viuvinha-branca

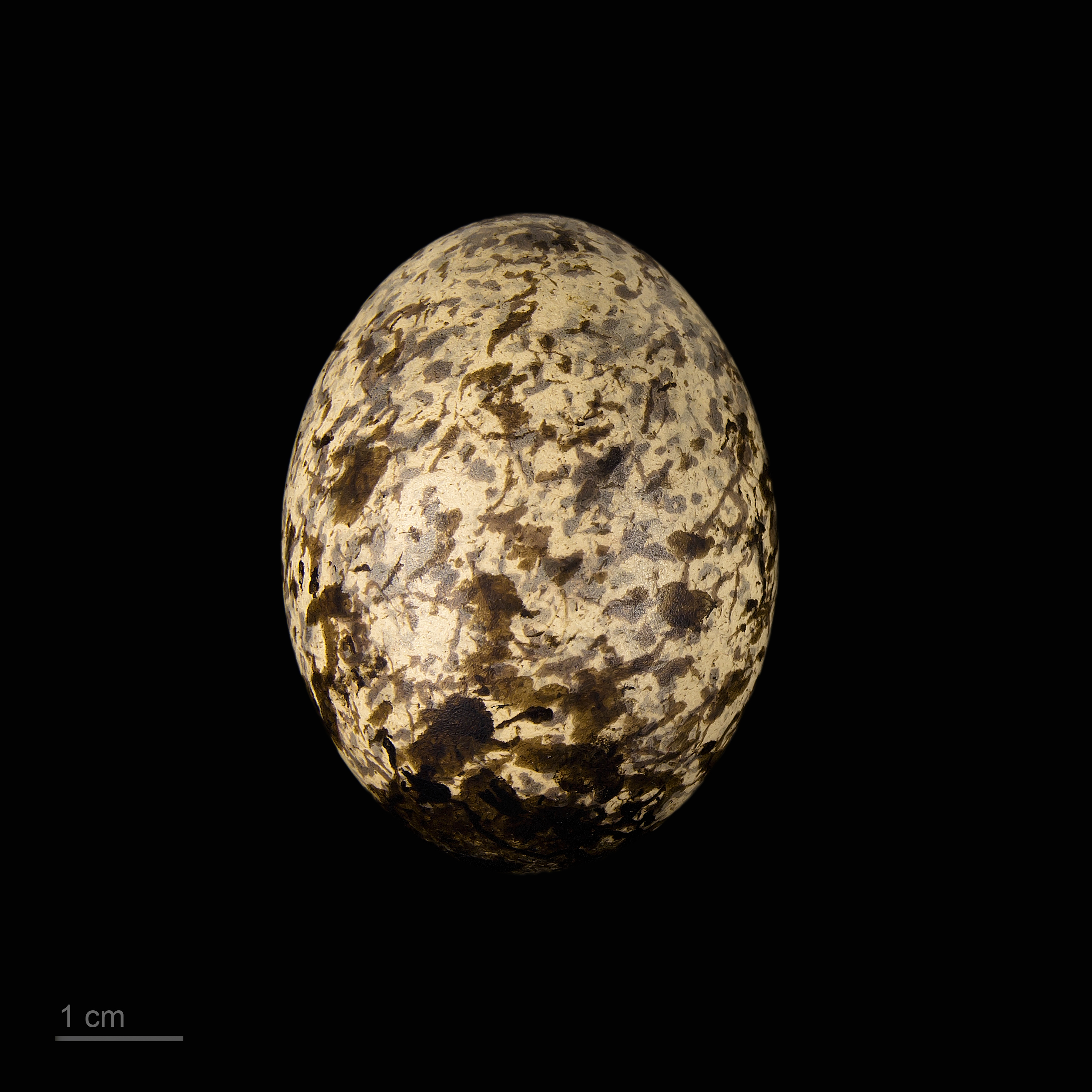
Gygis alba - MHNT

Gaivina-branca ou tinhosa-branca (Gygis alba) é uma ave caradriiforme da família dos larídeos recorrente em águas equatoriais de ilhas oceânicas do Pacífico, Índico e Atlântico sul.
Chegam a atingir 33 cm de comprimento, apresentando plumagem totalmente branca, olhos grandes e escuros, assim como bico negro e pontiagudo. Põe um único ovo num galho horizontal ou sobre a cavidade de uma pedra.

## Outros nomes, grafias e etimologia
São também conhecidas pelo nome de noivinha, trinta-réis-branco e grazina.

## Subespécies
Apresenta quatro subespécies:
- G. a. alba, (Sparrman, 1786): ilhas tropicais do Atlântico sul, sendo as colônias da ilha de Trindade as maiores conhecidas dessa subespécie.[6]
- G. a. candida, (Gmelin, 1789): ilhas Seychelles, Mascarenhas até o Pacífico, excluindo a abrangência das próximas duas subespécies.
- G. a. microrhyncha (Saunders, 1876): ilhas Phoenix, da Linha e Marquesas.
- G. a. leucopes (Holyoak & Thibault, 1976): ilhas Pitcairn.

## Galeria

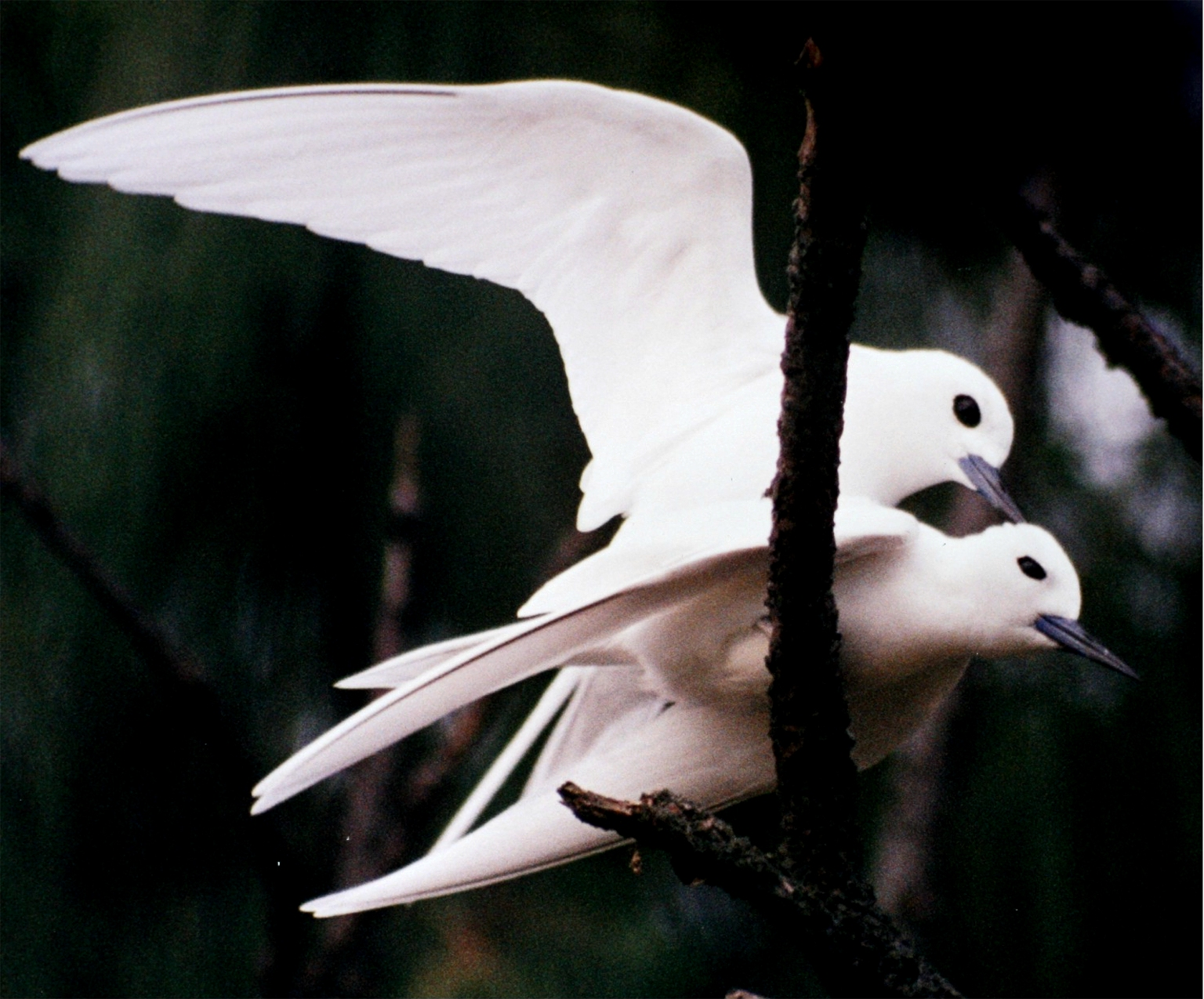
Acasalamento no atol de Midway, Pacífico
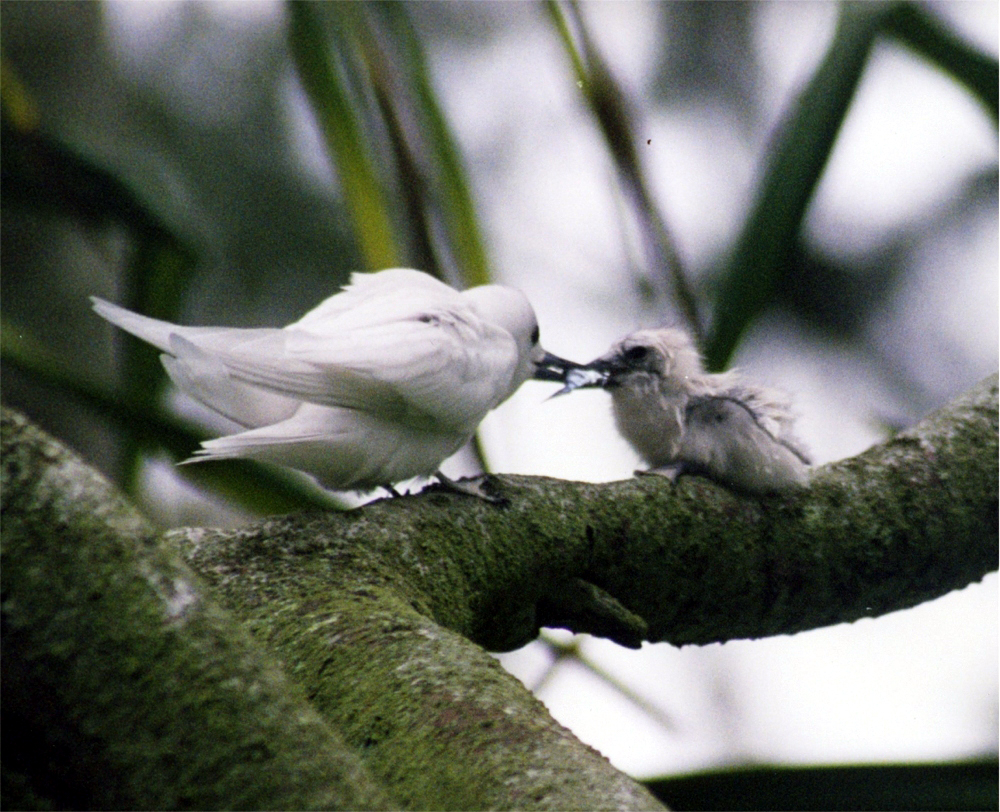
Alimentando filhote em Midway
Subespécie do Atlântico em voo